# Geaune
Geaune é uma comuna francesa na região administrativa da Nova Aquitânia, no departamento Landes. Estende-se por uma área de 10,48 km². Em 2010 a comuna tinha 709 habitantes (densidade: 67,7 hab./km²).